# Hedotettix puellus
Hedotettix puellus är en insektsart som beskrevs av Navás 1905. Hedotettix puellus ingår i släktet Hedotettix och familjen torngräshoppor. Inga underarter finns listade i Catalogue of Life.